# 10874 Locatelli
10874 Locatelli (1996 TN19) là một tiểu hành tinh vành đai chính được phát hiện ngày 4 tháng 10 năm 1996 bởi Spacewatch ở Kitt Peak. Nó được đặt tên cho Pietro Antonio Locatelli.